# Stevenson (Alabama)
Stevenson es una ciudad ubicada en el condado de Jackson en el estado estadounidense de Alabama. En el censo de 2000, su población era de 1770 habs. Se encuentra al norte del estado, sobre la orilla derecha del río Tennessee, poco antes de que este llegue al lago Guntersville.

## Demografía
En el 2000 la renta per cápita promedia del hogar era de $26,908, y el ingreso promedio para una familia era de $34,125. El ingreso per cápita para la localidad era de $14,806. Los hombres tenían un ingreso per cápita de $27,188 contra $21,375 para las mujeres.

## Geografía
Sulligent se encuentra ubicada en las coordenadas 34°52′10″N 85°49′55″O / 34.86944, -85.83194 (34.869442, -85.831829)
Según la Oficina del Censo de los EE. UU., la ciudad tiene un área total de 5.25 millas cuadradas (13.59 km²).